# Цудахарский язык
Цудахарский язык (цуд. цӀудхъуран мец) — язык цудахарцев, один из даргинских языков. Традиционно рассматривается как диалект единого даргинского языка.
Носители языка проживают преимущественно в нижнем течении реки Казикумухское Койсу и впадающей в неё реки Акуша на юго-западе Левашинского района и северо-западе Акушинского районов Дагестана.
Всего на цудахарском говорят в 25 сёлах Левашинского и в шести сёлах Акушинского районов, а также в селе Новый Костек Хасавюртовского района и в Новокаре Бабаюртовского района. Историческим центром является село Цудахар, самым крупным селом — Хаджалмахи, другие крупные сёла: Тебекмахи, Аметеркмахи, Цухта и Куппа.
Исторически на этой территории располагалось Цудахарское вольное общество. В 1946—1956 гг. эти земли входили в состав Цудахарского района.
Численность носителей в пределах традиционной территории оценивается в 33 тыс. чел. (2010).

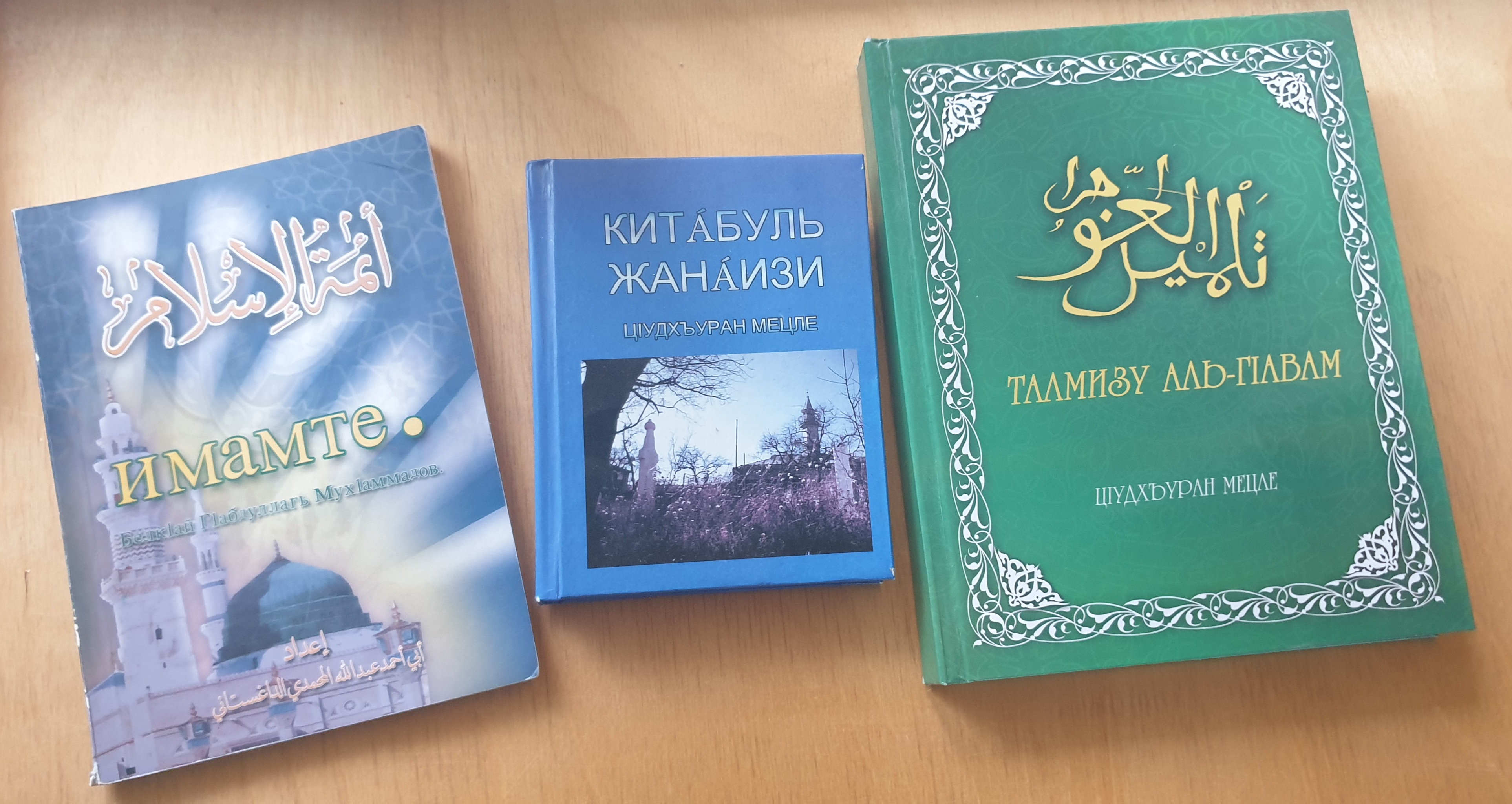
Религиозная исламская литература на цудахарском языке

Местные жители, обеспокоенные сохранением своего родного языка, выдвигают инициативы по его сохранению и поддержке. Ведётся работа по созданию алфавита для цудахарского языка.
Готовится к выпуску большой цудахарско-русский словарь объёмом 35-40 тыс. словарных статей.

## Алфавит
В существующий даргинский алфавит на основе кириллицы добавлена буква гӏӏ.
| А а | Б б | В в   | Г г   | Гъ гъ | Гь гь | Гӏ гӏ | Гӏӏ гӏӏ | Д д   | Е е |
| Ё ё | Ж ж | З з   | И и   | Й й   | К к   | Къ къ | Кь кь   | Кӏ кӏ | Л л |
| М м | Н н | О о   | П п   | Пӏ пӏ | Р р   | С с   | Т т     | Тӏ тӏ | У у |
| Ф ф | Х х | Хъ хъ | Хь хь | Хӏ хӏ | Ц ц   | Цӏ цӏ | Ч ч     | Чӏ чӏ | Ш ш |
| Щ щ | Ъ ъ | Ы ы   | Ь ь   | Э э   | Ю ю   | Я я   |         |       |     |

Буквы о, ф, ы, ё, ь используются только в заимствованных словах.

## История изучения
Впервые цудахарский (под названием «цудакарский») был отмечен П. К. Усларом, который включил его как отдельное наречие в акушинский язык, наряду с наречиями частно-акушинским, усишинским, мугинским, микигинским, кява (хюркилинским, = урахинским), муиринским, гапшиминским, мегебским.
В середине XX века С. Л. Быховской , а вслед за ней и С. Н. Абдуллаевым была предложена более упрощённая схема деления даргинских диалектов на две группы: диалекты акушино-урахинского (АУ) и цудахарского типов на основании единственного признака — наличия/отсутствия геминированных согласных (преруптивов). При этом цудахарская группа включала практически все даргинские диалекты, кроме тех, что входят сейчас в севернодаргинский язык. В 1971 году С. М. Гасанова отказалась от бинарной схемы и разделила даргинские диалекты на 13 групп, одним из которых был цудахарский диалект с тремя говорами: цудахарским, куппинским и тантинским. Впоследствии тантинский оказался более близким сирхинским диалектам и сейчас включается в юго-западно-даргинский язык.
В Атласе 2002 года цудахарский был объединён в один язык (Wider Tsudakhar) с гапшима-тантынским и усиша-бутринским наречиями. Наконец, в Атласе 2006 года он был выделен в качестве отдельного языка.
В работе [Malyshev et al. 2019], сравнивая уровень взаимопонимания между носителями кайтагского, кубачинского, цудахарского, муиринского и севернодаргинского (акушинское наречие) языков, авторы приходят к выводу, что как минимум эти пять языков имеют уровень взаимопонимания такой, что должны считаться разными языками.
Цудахарский является одним из наименее изученных даргинских языков.